# Шинкаренко, Всеволод Иванович
Все́волод Ива́нович Шинкаре́нко (1861—1918) — генерал-лейтенант, председатель Иркутского военно-окружного суда.

## Биография
Православный. Из дворян.
В 1879 году поступил в 3-е военное Александровское училище, которое окончил в 1881 году и был выпущен подпоручиком в 4-й Кавказский стрелковый батальон.
Чины: поручик (1884), штабс-капитан (1888), капитан (1892), подполковник (1895), полковник (за отличие, 1899), генерал-майор (1906), генерал-лейтенант (1914).
Окончил Александровскую военно-юридическую академию по 1-му разряду. По окончании академии состоял кандидатом на военно-судную должность при Туркестанском военно-окружном суде. В 1894 году был назначен помощником военного прокурора Приамурского военно-окружного суда. В 1897 году был назначен военным следователем того же суда, а в 1900 году — переведен на должность военного следователя в Казанский военный округ. С 1904 года состоял в военно-судебной части тыла Маньчжурской армии.
2 марта 1906 года назначен военным судьей Приамурского военно-окружного суда, а 6 декабря того же года за отличие по службе произведен в генерал-майоры. 24 октября 1908 года назначен военным прокурором Приамурского военно-окружного суда. 6 декабря 1914 года за отличие по службе произведен в генерал-лейтенанты. В январе 1917 года был назначен председателем Иркутского военно-окружного суда, а 17 марта того же года вышел в отставку.
В 1918 году был арестован ВЧК и расстрелян. Был женат, имел двоих детей. Его сын Николай — георгиевский кавалер, генерал-майор Добровольческой армии.

## Награды
- Орден Святого Станислава 3-й ст. (1895)
- Орден Святой Анны 3-й ст. (1898)
- Орден Святого Станислава 2-й ст. (ВП 6.12.1903)
- Орден Святой Анны 2-й ст. с мечами (ВП 10.11.1906)
- Орден Святого Владимира 3-й ст. (1906)
- Орден Святого Станислава 1-й ст. (ВП 30.01.1910)
- Орден Святой Анны 1-й ст. (1913)
- Орден Святого Владимира 2-й ст. (ВП 22.03.1915)
- Высочайшее благоволение «за отлично-усердную службу и особые труды, вызванные обстоятельствами текущей войны» (ВП 6.12.1916)